# Estádio do Bessa

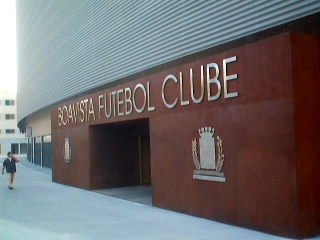
Fasada stadionu

Estadio do Bessa – stadion piłkarski położony w dzielnicy Porto, Boaviście. Na stadionie swoje mecze domowe rozgrywa zespół Boavisty Porto.
Podobnie jak większość stadionów zbudowanych na Euro 2004 tak i stadion Estadio do Bessa został zbudowany na bazie starego stadionu klubu. Łączny koszt budowy stadionu wyniósł około 45,000,000 euro. Stadion został zaprojektowany w 1999 roku przez portugalską firmę architektoniczną, Grupo3. Całkowita pojemność stadionu wynosi 28,263 miejsc.